# سیارک ۱۲۰۴۷
سیارک ۱۲۰۴۷ (به انگلیسی: 12047 Hideomitani، نامگذاری:1997GX3) دوازده هزار و چهل و هفتمین سیارک کشف شده‌است که در ۳ آوریل ۱۹۹۷ کشف شد.
قدر مطلق سیارک برابر ۳۲.۳ است.